# 镡承
镡承（？—？），字公文，广汉人，蜀汉官员，历任郡守、少府。后迁至太常。年龄资历都在孟光之后，但是官位却在孟光之上，也拥有着比孟光更好的名声。